# Grammy-díj a legjobb hagyományos popalbumért
A legjobb hagyományos popalbumnak járó Grammy-díjat 1992 óta minden évben átadják, bár története során kétszer változott a neve. 1992-ben a díjat A legjobb hagyományos popelőadás, 1993-tól 2000-ig A legjobb hagyományos popénekes teljesítmény, 2001 óta pedig A legjobb hagyományos popalbum néven adják át. Az első évtől eltekintve a díjat „olyan albumoknak ítélik oda, amelyek legalább 51%-ban vokális számokat tartalmaznak”, a „hagyományos” kifejezés pedig a Great American Songbook (a Nagy amerikai daloskönyv) néven ismert zenei anyag „kompozíciójára, vokális stílusára és hangszerelésére” utal.
2001 előtt a Grammy-díjat csak az előadóművészek kapták; azóta a díjat az előadóművészek, a hangmérnökök/keverők, valamint a producerek is megkapják, amennyiben az album lejátszási idejének több mint 51 százalékán dolgoztak. Azok a producerek és mérnökök, akik az album lejátszási idejének kevesebb mint 50 százalékán dolgoztak, valamint a masteringmérnökök nem kapnak díjat, de pályázhatnak a Winners Certificate-re.

## Díjazottak
| Év   | Előadóművész(ek)                        | Alkotás                                             | Jelöltek | For.        |
| ---- | --------------------------------------- | --------------------------------------------------- | --- | ----------- |

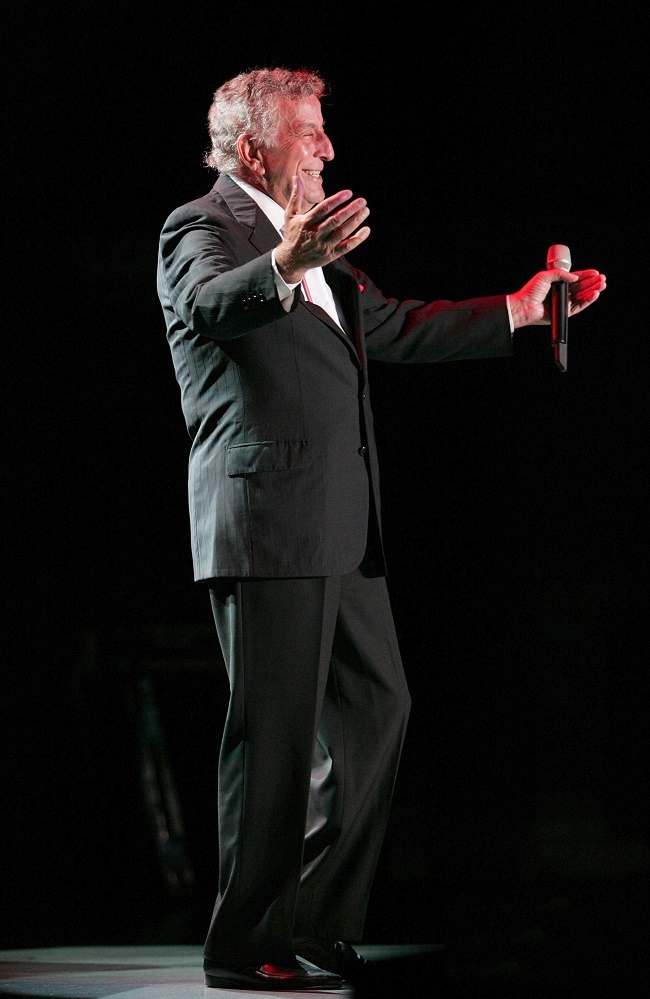
A tizennégyszeres díjazott Tony Bennett

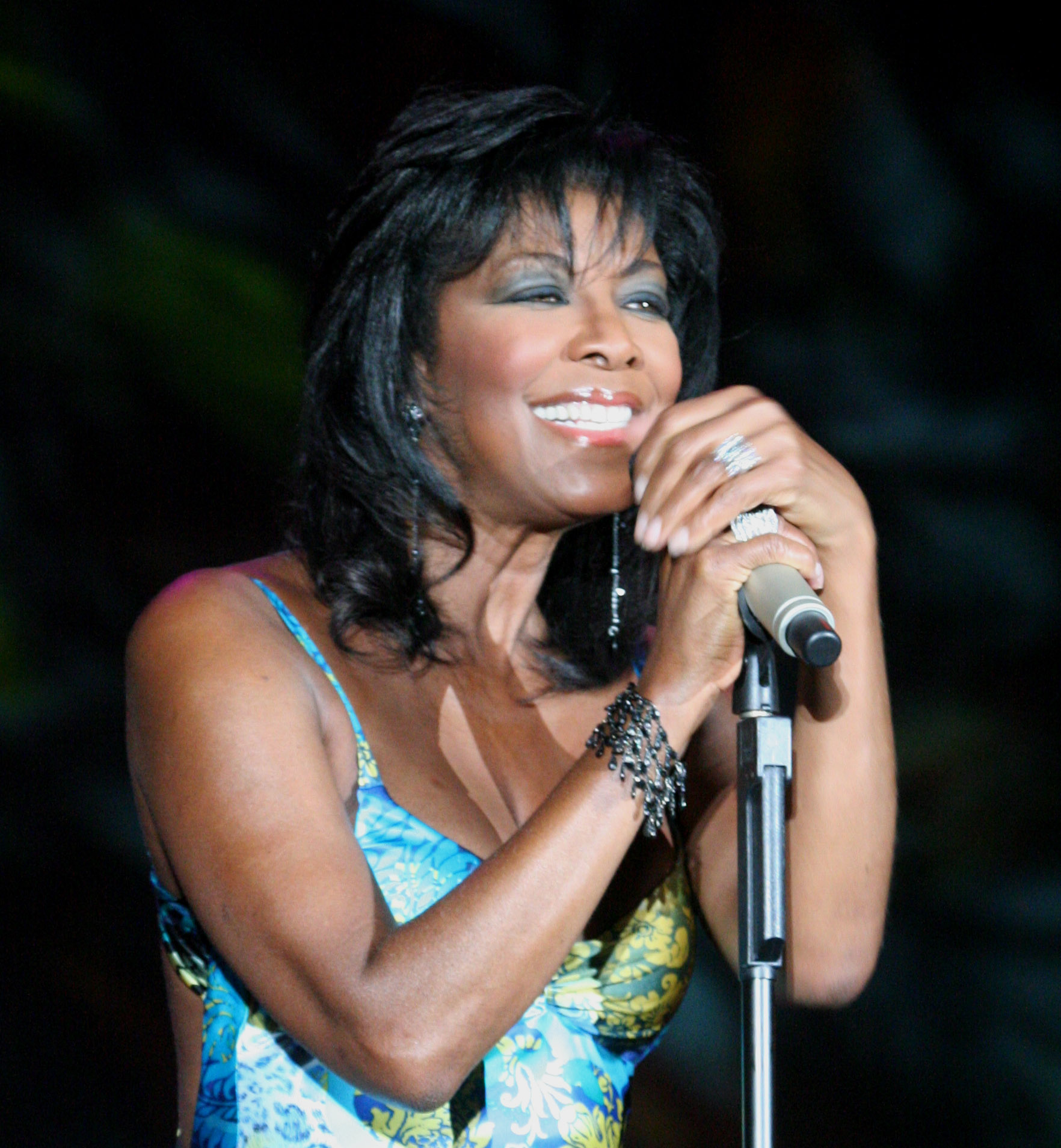
A kétszeres díjazott Natalie Cole

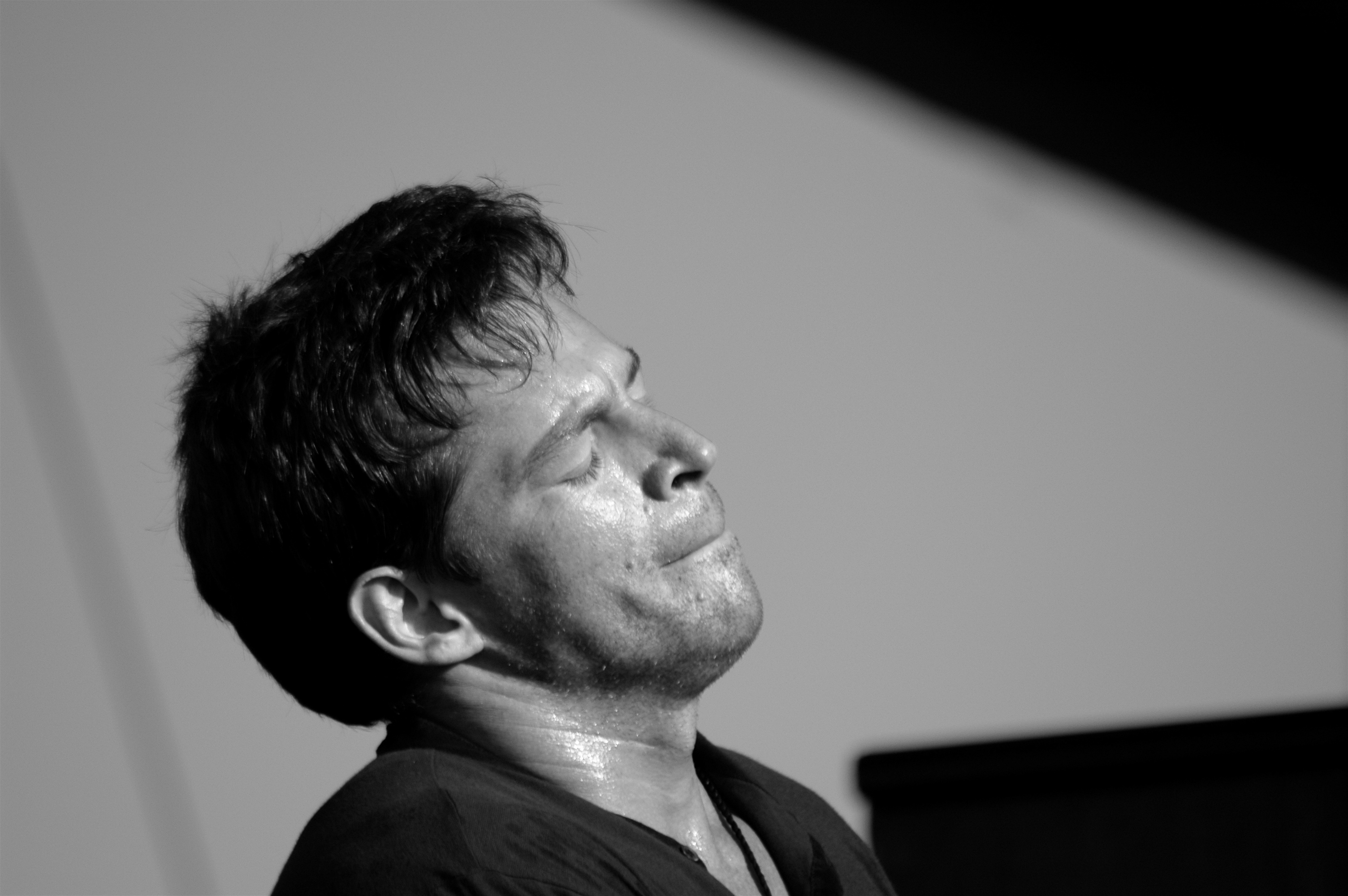
A 2002-es díjazott, Harry Connick Jr. 2007-es fellépése közben

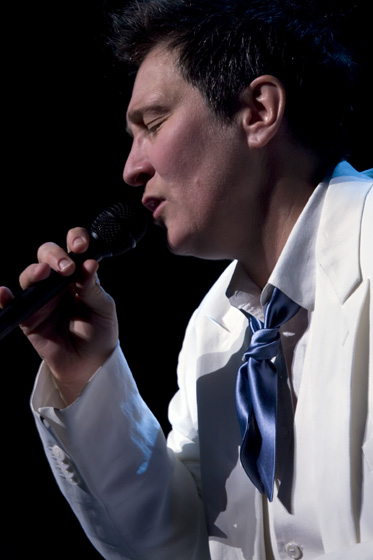
2004-es díjazott, k.d. lang, 2008-as fellépése

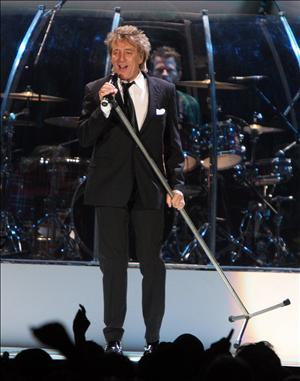
2005-ös díjazott, Rod Stewart

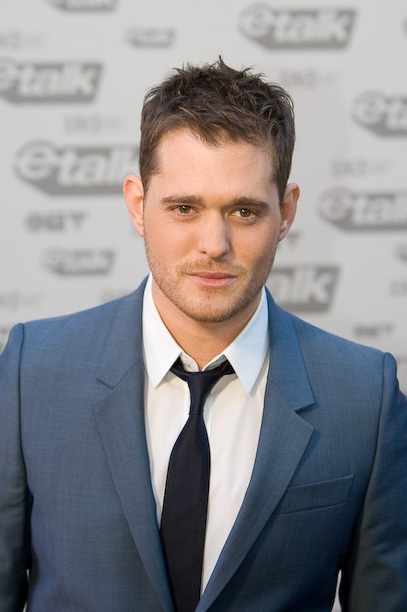
A négyszeres díjazott Michael Bublé a 2009-es Juno Awardson

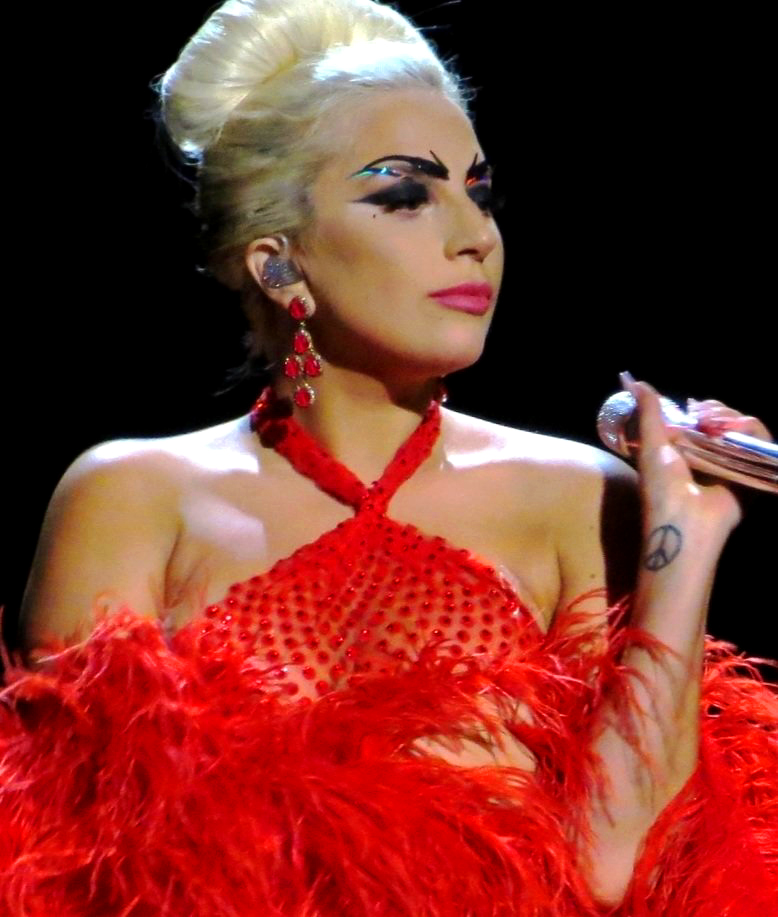
A kétszeres díjazott Lady Gaga

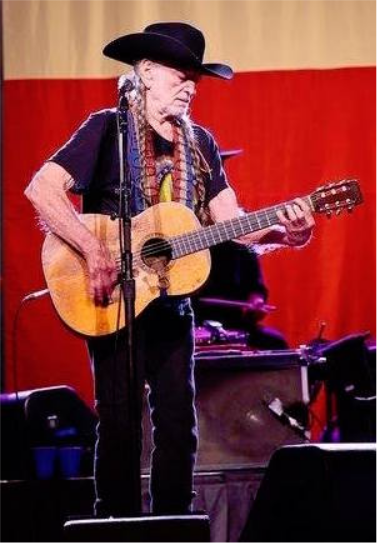
Willie Nelson kétszer nyer díjat

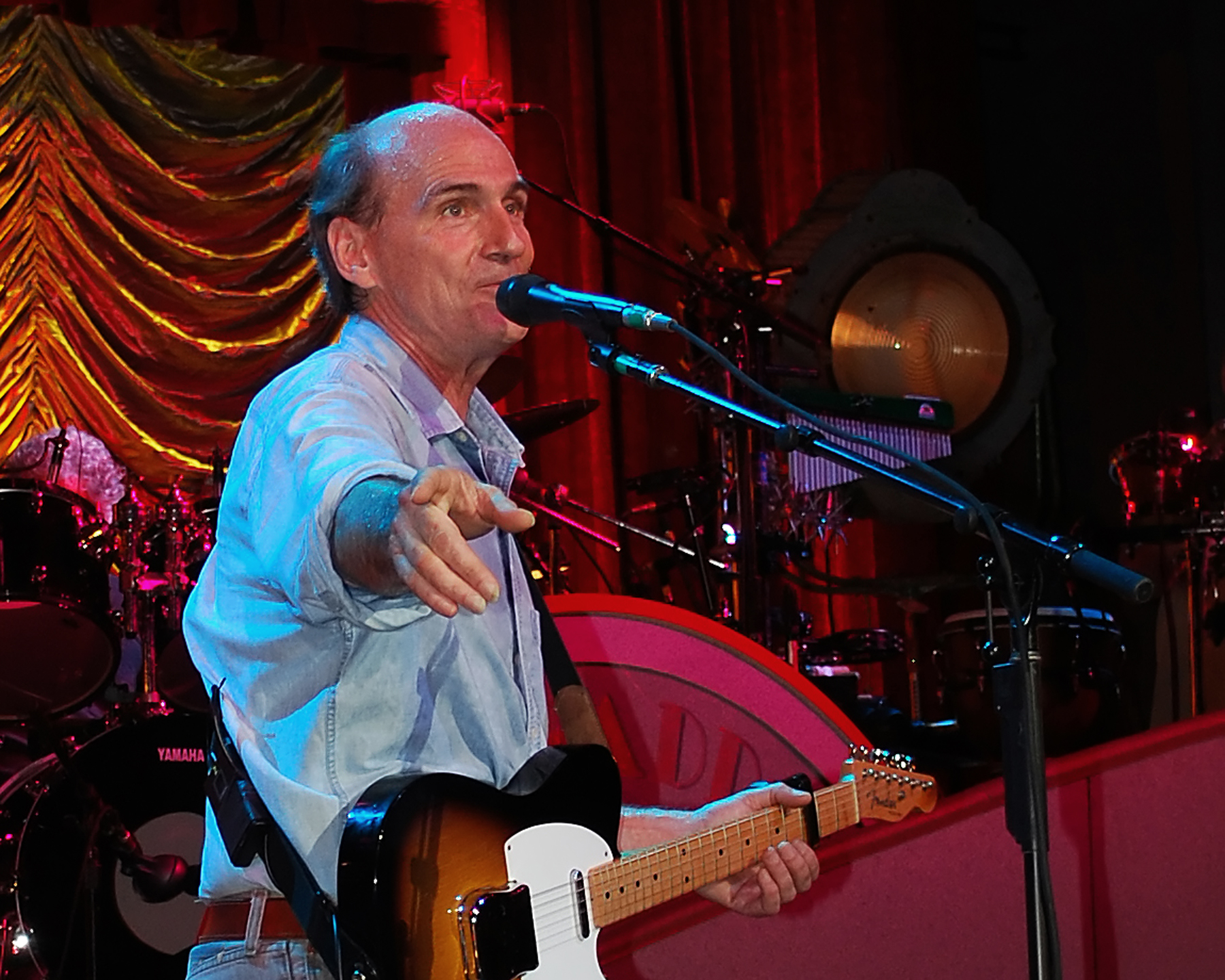
A 2021-es díjazott James Taylor

| 1992 | Natalie Cole                            | Unforgettable                                       | - Harry Connick Jr. – Blue Light, Red Light - Johnny Mathis – In a Sentimental Mood: Mathis Sings Ellington - Diane Schuur – Pure Schuur - Barbra Streisand – "Warm All Over"                                                                                      | [ 1 ] [ 2 ] |
| 1993 | Tony Bennett                            | Perfectly Frank                                     | - Rosemary Clooney – Girl Singer - Michael Feinstein – Michael Feinstein Sings the Jule Styne Songbook - Bobby Short – Late Night at the Cafe Carlyle - Nancy Wilson – With My Lover Beside Me                                                                     | [ 3 ]       |
| 1994 | Tony Bennett                            | Steppin' Out                                        | - Rosemary Clooney – Do You Miss New York? - Michael Crawford – A Touch of Music in the Night - Diane Schuur – Love Songs - Barbra Streisand – Back to Broadway | [ 4 ]       |
| 1995 | Tony Bennett                            | MTV Unplugged: Tony Bennett                         | - Roberta Flack – Roberta - Willie Nelson – Moonlight Becomes You - Frank Sinatra – Duets - Barbra Streisand – The Concert}} | [ 5 ]       |
| 1996 | Frank Sinatra                           | Duets II                                            | - Julie Andrews – Broadway: The Music of Richard Rodgers - Rosemary Clooney – Demi-Centennial - Eartha Kitt – Back in Business - John Raitt – Broadway Legend | [ 6 ]       |
| 1997 | Tony Bennett                            | Here's to the Ladies                                | - Rosemary Clooney – Dedicated to Nelson - Natalie Cole – Stardust - Liza Minnelli – Gently - Bernadette Peters – I'll Be Your Baby Tonight | [ 7 ]       |
| 1998 | Tony Bennett                            | Tony Bennett on Holiday                             | - Julie Andrews – Here I'll Stay - Rosemary Clooney – Mothers & Daughters - Bernadette Peters – Sondheim, etc. - Carly Simon – Film Noir | [ 8 ]       |
| 1999 | Patti Page                              | Live at Carnegie Hall: The 50th Anniversary Concert | - Shirley Bassey – The Birthday Concert - Michael Feinstein – Michael & George: Feinstein Sings Gershwin - Jack Jones – Jack Jones Paints a Tribute to Tony Bennett - Maureen McGovern – The Pleasure of His Company                                               | [ 9 ]       |
| 2000 | Tony Bennett                            | Bennett Sings Ellington: Hot & Cool                 | - Harry Connick Jr. – Come by Me - Neil Diamond – The Movie Album: As Time Goes By - Barry Manilow – Manilow Sings Sinatra - Bobby Short – You're the Top: Love Song of Cole Porter                                                                                | [ 10 ]      |
| 2001 | Joni Mitchell                           | Both Sides Now                                      | - Bryan Ferry – As Time Goes By - Rickie Lee Jones – It's Like This - George Michael – Songs from the Last Century - Barbra Streisand – Timeless: Live in Concert                                                                                                  | [ 11 ]      |
| 2002 | Harry Connick Jr.                       | Songs I Heard                                       | - Betty Buckley – Stars and the Moon: Live at the Donmar - Rosemary Clooney – Sentimental Journey: The Girl Singer and Her New Big Band - Michael Feinstein – Romance on Film, Romance on Broadway - Keely Smith – Keely Sings Sinatra                             | [ 12 ]      |
| 2003 | Tony Bennett                            | Playin' with My Friends: Bennett Sings the Blues    | - Michael Feinstein – Michael Feinstein with the Israel Philharmonic Orchestra - Bernadette Peters – Bernadette Peters Loves Rodgers & Hammerstein - Rod Stewart – It Had to Be You: The Great American Songbook - Barbra Streisand – Christmas Memories           | [ 13 ]      |
| 2004 | Tony Bennett and k.d. lang              | A Wonderful World                                   | - Rosemary Clooney – The Last Concert - Bette Midler – Bette Midler Sings the Rosemary Clooney Songbook - Rod Stewart – As Time Goes By: The Great American Songbook, Volume II - Barbra Streisand – The Movie Album                                               | [ 14 ]      |
| 2005 | Rod Stewart                             | Stardust: The Great American Songbook, Volume III   | - Harry Connick Jr. – Only You - Barbara Cook – Count Your Blessings - Monica Mancini – Ultimate Mancini - Ronnie Milsap – Just for a Thrill | [ 15 ]      |
| 2006 | Tony Bennett                            | The Art of Romance                                  | - Michael Bublé – It's Time - Johnny Mathis – Isn't It Romantic - Carly Simon – Moonlight Serenade - Rod Stewart – Thanks for the Memory: The Great American Songbook, Volume IV                                                                                   | [ 16 ]      |
| 2007 | Tony Bennett                            | Duets: An American Classic                          | - Michael Bublé – Caught in the Act - Sarah McLachlan – Wintersong - Bette Midler – Bette Midler Sings the Peggy Lee Songbook - Smokey Robinson – Timeless Love | [ 17 ]      |
| 2008 | Michael Bublé                           | Call Me Irresponsible                               | - Bette Midler – Cool Yule - Queen Latifah – Trav'lin' Light - Barbra Streisand – Live in Concert 2006 - James Taylor – James Taylor at Christmas | [ 18 ]      |
| 2009 | Natalie Cole                            | Still Unforgettable                                 | - Michael Feinstein – The Sinatra Project - Josh Groban – Noël - Barry Manilow – In the Swing of Christmas - Rufus Wainwright – Rufus Does Judy at Carnegie Hall                                                                                                   | [ 19 ]      |
| 2010 | Michael Bublé                           | Michael Bublé Meets Madison Square Garden           | - Tony Bennett – A Swingin' Christmas - Harry Connick Jr. – Your Songs - Liza Minnelli – Liza's at The Palace.... - Willie Nelson – American Classic | [ 20 ]      |
| 2011 | Michael Bublé                           | Crazy Love                                          | - Barry Manilow – The Greatest Love Songs of All Time - Johnny Mathis – Let It Be Me: Mathis in Nashville - Rod Stewart – Fly Me to the Moon... The Great American Songbook Volume V - Barbra Streisand – Love Is the Answer                                       | [ 21 ]      |
| 2012 | Tony Bennett                            | Duets II                                            | - Susan Boyle – The Gift - Harry Connick Jr. – In Concert on Broadway - Seth MacFarlane – Music Is Better Than Words - Barbra Streisand – What Matters Most | [ 22 ]      |
| 2013 | Paul McCartney                          | Kisses on the Bottom                                | - Michael Bublé – Christmas - Carole King – A Holiday Carole | [ 23 ]      |
| 2014 | Michael Bublé                           | To Be Loved                                         | - Tony Bennett and various artists – Viva Duets - Gloria Estefan – The Standards - Cee Lo Green – Cee Lo's Magic Moment - Dionne Warwick – Now | [ 24 ]      |
| 2015 | Tony Bennett and Lady Gaga              | Cheek to Cheek                                      | - Annie Lennox – Nostalgia - Barry Manilow – Night Songs - Johnny Mathis – Sending You a Little Christmas - Barbra Streisand with various artists – Partners | [ 25 ]      |
| 2016 | Tony Bennett and Bill Charlap           | The Silver Lining: The Songs of Jerome Kern         | - Bob Dylan – Shadows in the Night - Josh Groban – Stages - Seth MacFarlane – No One Ever Tells You - Barry Manilow with various artists – My Dream Duets | [ 26 ]      |
| 2017 | Willie Nelson                           | Summertime: Willie Nelson Sings Gershwin            | - Andrea Bocelli – Cinema - Bob Dylan – Fallen Angels - Josh Groban – Stages Live - Barbra Streisand – Encore: Movie Partners Sing Broadway | [ 27 ]      |
| 2018 | (Various artists) Dae Bennett, producer | Tony Bennett Celebrates 90                          | - Michael Bublé – Nobody but Me - Bob Dylan – Triplicate - Seth MacFarlane – In Full Swing - Sarah McLachlan – Wonderland | [ 28 ]      |
| 2019 | Willie Nelson                           | My Way                                              | - Tony Bennett & Diana Krall – Love Is Here to Stay - Gregory Porter – Nat King Cole & Me - Seal – Standards (Deluxe) - Barbra Streisand – The Music...The Mem'ries...The Magic!                                                                                   | [ 29 ]      |
| 2020 | Elvis Costello & The Imposters          | Look Now                                            | - Andrea Bocelli – Sì - Michael Bublé – Love (Deluxe Edition) - John Legend – A Legendary Christmas - Barbra Streisand – Walls | [ 30 ]      |
| 2021 | James Taylor                            | American Standard                                   | - Burt Bacharach & Daniel Tashian – Blue Umbrella - Harry Connick, Jr. – True Love: A Celebration of Cole Porter - Rufus Wainwright – Unfollow the Rules - Renée Zellweger – Judy                                                                                  | [ 31 ]      |
| 2022 | Tony Bennett and Lady Gaga              | Love for Sale                                       | - Norah Jones – Til We Meet Again (Live) - Tori Kelly – A Tori Kelly Christmas - Ledisi – Ledisi Sings Nina - Willie Nelson – That's Life - Dolly Parton – A Holly Dolly Christmas                                                                                 | [ 32 ]      |
| 2023 | Michael Bublé                           | Higher                                              | - Kelly Clarkson – When Christmas Comes Around... - Norah Jones – I Dream of Christmas (Extended) - Pentatonix – Evergreen - Diana Ross – Thank You | [ 33 ]      |
| 2024 | Laufey                                  | Bewitched                                           | - Liz Callaway – To Steve with Love: Liz Callaway Celebrates Sondheim - Rickie Lee Jones – Pieces of Treasure - Pentatonix – Holidays Around the World - Bruce Springsteen – Only the Strong Survive - Több előadó – Sondheim Unplugged (The NYC Sessions), Vol. 3 | [ 34 ]      |
| 2025 | Norah Jones                             | Visions                                             | - Gregory Porter – Christmas Wish | [ 35 ]      |

## Többszörös díjazottak
| 14 díj - Tony Bennett 5 díj - Michael Bublé | 2 díj - Natalie Cole - Willie Nelson - Lady Gaga |

## Többszörös jelöltek
| 17 jelölés - Tony Bennett 13 jelölés - Barbra Streisand 9 jelölés - Michael Bublé 7 jelölés - Rosemary Clooney | 6 jelölés - Harry Connick Jr. 5 jelölés - Michael Feinstein - Barry Manilow - Rod Stewart 4 jelölés - Willie Nelson - Johnny Mathis | 3 jelölés - Natalie Cole - Bob Dylan - Josh Groban - Norah Jones - Seth MacFarlane - Bette Midler - Bernadette Peters | 2 jelölés - Julie Andrews - Lady Gaga - Sarah McLachlan - Liza Minnelli - Gregory Porter - Diane Schuur - Bobby Short - Carly Simon - Frank Sinatra - James Taylor - Rufus Wainwright |